# Curzio Malaparte

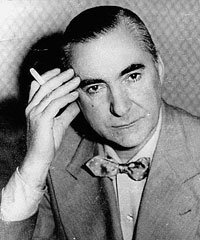
Curzio Malaparte (1957)

Curzio Malaparte (* 9. Juni 1898 in Prato in der Toskana; † 19. Juli 1957 in Rom; eigentlich Curt Erich Suckert) war ein italienischer Schriftsteller, Journalist und Diplomat. Unter dem ab 1925 verwendeten Pseudonym Malaparte – wörtlich „schlechter Teil“, in Anspielung auf den Namen Bonaparte, wörtlich „guter Teil“ – erschienen seine beiden Welterfolge Kaputt (1944, italienischer Originaltitel; deutsche Übersetzung 1951) und La pelle (1949; deutscher Titel Die Haut, 1950).

## Leben
Malaparte war nach Mimma und Sandro das dritte Kind des aus Zittau in Sachsen stammenden Textil-Ingenieurs Erwin Suckert und der aus Mailand stammenden Evelina Perelli. Er besuchte das Gymnasium Cigognini in Prato und wurde 1911 Mitglied des Partito Repubblicano Italiano. 1912 erschienen seine ersten Gedichte im Druck. 1913 wurde er Herausgeber einer satirischen Zeitschrift. Im Ersten Weltkrieg meldete er sich 1914 als Freiwilliger in der französischen Fremdenlegion und kämpfte nach dem Kriegseintritt Italiens 1915 in der italienischen Armee. Er wurde 1918 mit der italienischen Tapferkeitsmedaille in Bronze und dem französischen Kriegskreuz mit Palme ausgezeichnet. Infolge eines Gasangriffs litt er bis Lebensende an einem Lungenschaden.
Nach dem Krieg trat er in den Diplomatischen Dienst ein und wurde 1919 Attaché der italienischen Gesandtschaft in Warschau. Er sympathisierte zunächst mit dem Faschismus, wurde bereits 1921 Mitglied des Partito Nazionale Fascista und war 1922 Teilnehmer beim Marsch auf Rom. 1926 gehörte er zu den Gründungsmitgliedern der Zeitschrift 1900 – Novecento, die sich die Erneuerung und Entprovinzialisierung der italienischen Kultur zur Aufgabe gemacht hatte. 1900 sollte eine Auseinandersetzung mit der internationalen Kulturavantgarde ermöglichen und einen Beitrag leisten, um zukunftsorientierte Formen der Literatur zu entwickeln. Der Faschismus wurde dabei als eine mögliche Zukunftsperspektive miteinbezogen. 1927 verließ Malaparte die Redaktion von Novecento und wechselte zur Strapaese-Bewegung, die das entgegengesetzte Programm verfolgte und das provinzielle Volkstum als Ursprung und Mitte der italienischen Kultur auffasste.
Mit seinem Buch Viva Caporetto! später erschienen unter dem Titel La rivolta dei santi maledetti (Der Aufstand der verdammten Heiligen), löste er bei den Faschisten Proteste aus; er beschrieb darin seine Kriegserlebnisse. In der Folge wurde er aus dem diplomatischen Dienst abberufen.

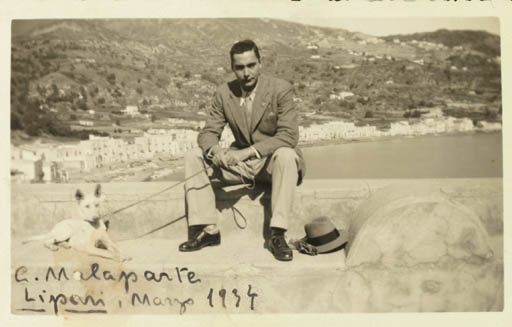
Malaparte auf Lipari im März 1934

1928–31 war er Chefredakteur der großen Tageszeitung La Stampa und der kleineren Zeitschrift Fiera Letteraria. 1933 wurde er aufgrund kritischer Äußerungen verhaftet, aus der Partei ausgeschlossen und anschließend zu fünf Jahren Verbannung auf Lipari verurteilt. Im folgenden Jahr durfte er jedoch, nachdem einflussreiche Freunde (u. a. Graf Galeazzo Ciano, Schwiegersohn von Benito Mussolini) sich für ihn eingesetzt hatten, Lipari wieder verlassen. Er lebte in der Folge unter Hausarrest in der Toskana bzw. auf Ischia und konnte als Journalist, wenn auch vorerst nur unter Pseudonym, weiterarbeiten.
1937 gründete er die Literaturzeitschrift Prospettive. 1938 ging er als Korrespondent der Mailänder Zeitung Corriere della Sera in die zwei Jahre zuvor vom faschistischen Italien ausgerufene Kolonie Italienisch-Ostafrika. Malaparte wollte den Aufbau des weißen faschistischen Imperiums im schwarzen Afrika dokumentieren, wurde aber vor Ort von der Realität eingeholt. Auf seiner 6000 km langen Reise durch eine alles andere als befriedete Kolonie, beteiligte er sich auch an der mit aller Härte geführten Bandenbekämpfung gegen den äthiopischen Widerstand und der Jagd nach dem Rebellenführer Abebe Aragai, wofür er mit dem Kriegsverdienstkreuz ausgezeichnet wurde.
Im Zweiten Weltkrieg schrieb Malaparte als Kriegsberichterstatter für den Corriere della Sera in Nordafrika, Frankreich, Deutschland sowie 1940–45 auf dem Balkan, in Finnland und Russland. Dort entstand Die Wolga entspringt in Europa, Augenzeugenberichte von der Ukraine-Front und von der Leningrader Blockade, die 1943 veröffentlicht wurden. 1943 wurde er Verbindungsoffizier der US-Amerikaner. In der Nachkriegszeit wandte sich Malaparte dem Kommunismus zu und unterhielt eine persönliche Freundschaft mit Palmiro Togliatti, wollte sich aber ideologisch nicht festlegen und war gleichzeitig Mitglied des Partito Comunista Italiano und des Partito Repubblicano Italiano. 
Während einer Auslandsreise nach China wurde bei ihm Lungenkrebs diagnostiziert. Kurz vor seinem Tod konvertierte er zum Katholizismus.
In Erinnerung an Curzio Malaparte wird seit 1983 auf Capri der Literaturpreis Premio Malaparte vergeben.

## Werk
Noch während des Zweiten Weltkrieges und danach erregte Malaparte großes Aufsehen mit seinen Romanen Kaputt (1944) und Die Haut (1949), in denen er drastisch-realistisch (negative Stimmen sagen: reißerisch), gleichzeitig distanziert Grausamkeit und Gewalt des Krieges beschrieb. In Kaputt verwendet Malaparte u. a. eine frühere Reportage über das Pogrom von Iași Ende Juni 1941. Durch das Engagement von Gerhard Heller und Hellmut Ludwig, der sie ins Deutsche übersetzte, erschienen Malapartes Werke in deutscher Ausgabe im Stahlberg Verlag, Karlsruhe. Da sich der frühere deutsche Diplomat Gustaf Braun von Stumm durch die 1951 in Kaputt vorgetragene Darstellung der Protagonisten „Ministerialrat R.“ und seiner Ehefrau „Margherita“ in seinen Persönlichkeitsrechten verletzt fühlte, versuchte dieser die Verbreitung des Romans vor dem Karlsruher Amtsgerichts zu stoppen. Der Rechtsstreit endete in einem Vergleich und einer Ehrenerklärung zugunsten Braun von Stumms durch den Verlag. Da sich das Gericht außerstande sah, gegen Ausländer in Abwesenheit Strafe zu verhängen, wurde das Verfahren gegen Malaparte vorläufig eingestellt.
Neben realistischen Prosareportagen wie den genannten Romanen schrieb er lyrische und essayistische Texte und auch einige Theaterstücke, darunter Du coté de chez Proust, Das Kapital (beide 1951) und Anche le donne hanno perso la guerra (1954).

## Villa Malaparte

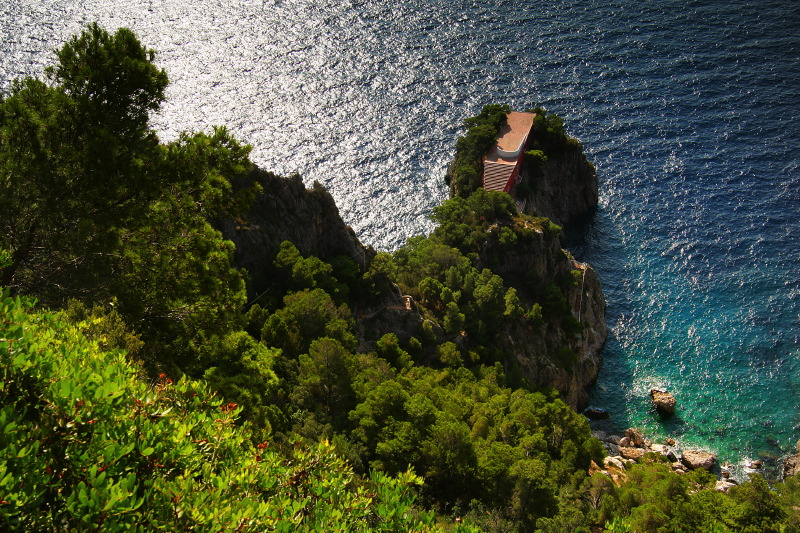
Villa Malaparte auf Capri

Erwähnenswert ist Malaparte auch als Bauherr der Villa Malaparte, einer wegen ihrer architektonischen Formensprache gerühmten Villa am Capo Massullo auf Capri, die er Ende der 1930er Jahre nach Plänen des prominenten Architekten Adalberto Libera errichten ließ. Er bezeichnete das Haus als „una casa come me: triste, dura, severa“ („ein Haus wie ich: traurig, hart, streng“). Das Haus wurde von Malaparte an die kommunistische Jugend Rot-China vermacht. Nach einem langjährigen Rechtsstreit stellte ein italienisches Gericht aber die Unvollstreckbarkeit des Testamentes fest. Derzeit ist das Anwesen wieder in Privatbesitz. Es zählt auch heute noch zu den bekanntesten und eindrucksvollsten Gebäuden der Insel Capri. Detailliert zu sehen ist das Haus in Jean-Luc Godards Film Die Verachtung.

## Veröffentlichungen
- Der Aufstand der verdammten Heiligen. 1921.
- Die Technik des Staatsstreichs. Politische Essays. 1931
- Der Staatsstreich (Übertragen von Renée Adloff).  E P. Tal & Co., Leipzig/Wien 1932
- Blut. Erzählungen. 1937.
- Die Wolga entspringt in Europa. Reportagen. 1943.
- Kaputt. Roman. Übersetzt von Hellmut Ludwig. Stahlberg, Karlsruhe 1951 (archive.org).
- Das Kapital. Ein Theaterstück. Karin Kramer Verlag, Berlin 1982, ISBN 3-87956-145-1. (Erstausgabe 1947; Originaltitel: Das Kapital. Pièce en trois actes)
- Die Haut. Roman. (= Fischer-Taschenbuch 17411). Ins Deutsche übersetzt von Hellmut Ludwig. Fischer Verlag, Frankfurt am Main 2008, ISBN 978-3-596-17411-9. (Originaltitel: La pelle). Deutsche Erstauflage Karlsruhe (Stahlberg Verlag) 1950; neu übersetzt aus dem Italienischen von Frank Heibert; mit einem Vorwort von Florian Illies und einem Nachwort sowie Anmerkungen des Übersetzers, Hamburg : Rowohlt, September 2024, ISBN 978-3-498-00163-6. (Italienische Ausgabe auf archive.org)
- Verflixte Italiener. 1961. (posthum)
- Zwischen Erdbeben. Streifzüge eines europäischen Exzentrikers. Eichborn, Frankfurt 2007, ISBN 978-3-8218-4582-1, Reihe Die Andere Bibliothek 267, (posthum)

## Filmografie
Literarische Vorlage
- 1980: Die Haut (La pelle)

Regie, Buch, Musik
- 1951: Der verbotene Christus (Il Christo proibito)